# Joseph von Fraunhofer

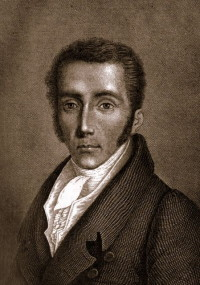
Joseph von Fraunhofer

Joseph von Fraunhofer (Straubing, 6 maart 1787 - München, 7 juni 1826) was een Duits natuur- en werktuigkundige. Zijn grootste bekendheid heeft hij te danken aan zijn onderzoek van vaste absorptielijnen in het zonnespectrum, die naar hem ook wel fraunhoferlijnen worden genoemd. Voorts onderscheidde hij zich in de bouw van optische instrumenten en de fabricage van optisch glas. Hij is de uitvinder van de zogenaamde Duitse montering voor telescopen. Het Fraunhofer-Gesellschaft is naar hem vernoemd.

## Leven en werk
Joseph Fraunhofer werd op jonge leeftijd ontdekt door Joseph von Utzschneider, die aan het hoofd stond van het Mathematisch-Mechanische Institut te München, een fabriek van optische instrumenten. Hij onderkende de uitzonderlijke begaafdheid van de jongen en zorgde ervoor dat hij zich in de wis- en natuurkunde bekwaamde. In 1806, hij was toen 19 jaar, gaf Utzschneider hem de leiding over de glasfabriek van het instituut, op het terrein van een voormalig klooster in Benediktbeuern ten zuiden van München. Daar leerde hij van de Zwitser Pierre-Louis Guinand een methode om zeer homogeen flintglas te maken, een materiaal dat onontbeerlijk was voor de fabricage van achromatische lenzen. Hij ontwikkelde zich verder tot een bedreven lenzenslijper met een grote kennis van de optica en hij was een begaafd en vindingrijk werktuigbouwkundige. In 1819 voltooide hij zijn meesterwerk, een objectief met een opening van 244 mm voor de Russische sterrenwacht in Dorpat (nu Tartu, Estland). De met dit objectief gebouwde telescoop steunde op een nieuwe uitvinding van hem: een statief met een zogenaamde Duitse montering. Het instrument bestaat nog steeds en werd in 1993 gerestaureerd. Hij bouwde ook de heliometer waarmee Friedrich Bessel voor het eerst de parallax van (en daarmee de afstand tot) de ster 61 Cygni mat.
In 1813 ontdekte Fraunhofer de naar hem genoemde fraunhoferlijnen in het zonnespectrum. Die waren reeds in 1802 ontdekt door de Engelse arts en scheikundige William Hyde Wollaston, maar die had ten onrechte aangenomen dat de lijnen afscheidingen waren tussen de verschillende kleuren. In 1814 vond hij de spectroscoop uit, die hij daarna steeds verder ontwikkelde, tot en met het gebruik van een buigingsrooster toe. De kennis die hij zo verzamelde benutte hij onder andere voor het maken van steeds betere objectieven.
Fraunhofer werd tot lid van de Bayerische Akademie der Wissenschaften benoemd en tot Ritter des bayerischen Civilverdienstordens geslagen, waarmee hij in de adelstand werd verheven en zich voortaan "von Fraunhofer" mocht noemen. In 1825 werd hij ziek en het jaar daarop stierf hij, op 39-jarige leeftijd, aan longtuberculose. Hij kreeg een staatsbegrafenis en werd bijgezet op het Südfriedhof te München.